# SP Kanton St. Gallen
Die Sozialdemokratische Partei Kanton St. Gallen (SP St. Gallen) ist eine politische Partei im Kanton St. Gallen. Sie ist eine Kantonalpartei der Sozialdemokratischen Partei der Schweiz und auf internationaler Ebene bei der Sozialistischen Bodensee-Internationale angegliedert. Präsidentin ist der St. Gallerin Andrea Scheck. Im Nationalrat ist die Partei mit Claudia Friedl und Barbara Gysi vertreten und im Ständerat mit Paul Rechsteiner.

## Geschichte

### Gründungsphase
Die SP Kanton St. Gallen wurde am 15. Januar 1905 gegründet. An der Gründungsversammlung in Rorschach waren die Delegierten der St. Galler Grütli- und Arbeitervereine eingeladen. Zu jener Zeit gab es nur in der Stadt St. Gallen eine Sozialdemokratische Partei, auf dem ländlichen Gebiet waren eher die Grütli- und Arbeitervereine präsent. An dieser Versammlung wurde die Gründung der Sozialdemokratischen Kantonalpartei beschlossen, die sich sogleich der Sozialdemokratischen Partei der Schweiz anschliessen sollte. Die Frage, ob sich diese kantonale Vereinigung der SP oder den Grütlivereinen anschliessen sollte, war ein Punkt, der intensiv in Rorschach diskutiert wurde. Johannes Huber, der zum ersten Präsidenten der Kantonalpartei gewählt wurde, verhinderte an der Gründungsversammlung eine Abspaltung, indem er den Ausgleich zwischen den damals dominierenden Demokraten, Grütliandern und Sozialdemokraten suchte. Er beschloss das gemässigtere Rorschach als Vorort der neu gegründeten Kantonalpartei und nicht das eher radikalere St. Gallen. An der konstituierenden Sitzung des SP-Kantonalvorstandes am 5. März 1905 wurde Huber sodann als Präsident gewählt. Weitere Mitglieder stammten vor allem aus Rorschach und Goldach. Im August 1905 legte der Kantonalvorstand den ersten Entwurf für ein Arbeitsprogramm vor. Es umfasste 65 Postulate, darunter unter anderem das Frauenstimmrecht in Kirchen- und Schulfragen, die Proporzwahl des Grossen Rates (heute: Kantonsrat), eine Stärkung des Arbeiterschutzes, bezahlte Ferien für Staatsangestellte etc. Knapp ein Jahr später fand am 4. März 1906 in Uzwil der erste Parteitag der neuen Kantonalpartei statt.
Politische Erfolge erzielten die Sozialdemokraten bereits vor der Gründung der Sozialdemokratischen Partei mit der Demokratischen Partei bzw. der Arbeiterpartei. 1902 wurde mit dem St. Galler Heinrich Scherrer der erste Sozialdemokrat in die St. Galler Regierung gewählt. Innerhalb der Demokratischen Partei fanden sich viele Vordenker der St. Galler Linken. Ein Bündnis mit den Konservativen unter dem Namen «Allianz» ermöglichte ihnen eine Reihe von Wahlerfolgen gegen die damals starken Freisinnigen. Scherrer wurde später 1909 in den Nationalrat und 1911 in den Ständerat gewählt. Als Scherrer 1919 starb, verlor die Linke den Sitz in der Regierung für zehn und im Ständerat für 52 Jahre.
Bei den Nationalratswahlen 1925 konnte die Partei mit Johannes Huber und Valentin Keel auf zwei bisherige Mandatsträger setzen. Hubers Rücktrittsabsichten führten dazu, dass das Parteisekretariat ausgebaut wurde. In der Wahlkampfzeit bekämpfte die SP erfolgreich eine Steuererhöhung, mit der die Schulden des Kanton hätten getilgt werden sollen. Bei den Wahlen konnte so mit dem St. Galler Stadtrat Emil Hardegger ein dritter Sozialdemokrat in den Nationalrat gewählt werden. Hardegger verzichtete jedoch auf das Mandat, worauf der Kantonsrat und Landwirt Jabob Fenk nachrücken konnte. 1930 konnte Valentin Keel den Regierungsratssitz in St. Gallen zurückgewinnen, den er bis 1943 behielt.

### Erste Erfolge
Johannes Huber blieb trotz seiner Rücktrittsgedanken weiterhin im Nationalrat. Während der Zeit des Zweiten Weltkrieges war er Präsident der nationalrätlichen Vollmachtenkommission und so genannter «achter Bundesrat». Zusammen mit Jakob Fenk trat er 1947 aus dem Nationalrat zurück. Sein Sohn Harald Huber und Mathias Eggenberger wurden als Nachfolger gewählt. Die SP hatte hingegen immer wieder Schwierigkeiten, einen Ständeratssitz zu gewinnen. Grund dafür war die enge Zusammenarbeit zwischen den Christdemokraten und dem Freisinn. Gegen diese Partnerschaft konnte die SP nur dann gewinnen, wenn dieses Duo nicht funktionierte. Mit dem Nationalrat Mathias Eggenberger wollten die Sozialdemokraten wieder einen solchen Versuch starten. Gute Voraussetzungen hatten sie, nachdem Eggenberger 1969 zum Nationalratspräsidenten und damit zum höchsten Schweizer gewählt wurde. Parteiintern hatte die SP jedoch zu dieser Zeit grosse Differenzen. Insbesondere in der Auseinandersetzung um die Ausländerpolitik kehrten viele traditionelle SP-Wähler der Partei den Rücken und wählten die neu aufkommenden Überfremdungsparteien. Auch von der 68er-Bewegung konnten die Sozialdemokraten nicht profitieren: Bei den Nationalratswahlen 1971 verlor die SP rund vier Prozent der Stimmen und bei den Kantonsratswahlen 1972 mussten die Sozialdemokraten acht ihrer 29 Sitze abgeben. 1971 schaffte die Partei dennoch die Wahl in den Ständerat. Grund dafür waren starke Persönlichkeiten und ein hoher Grad der Professionalisierung der Parteiarbeit. Im ersten Wahlgang nominierte die Partei den damaligen Parteipräsidenten Paul Steiner und machte so viele Stimmen, dass der Freisinnige Kandidat Simon Frick das absolute Mehr nicht erreichen konnte. Im zweiten Wahlgang wurde Mathias Eggenberger schliesslich gewählt. 1975 starb Eggenberger im Amt.
Bei den Nationalratswahlen 1985 wurde Hans Rohrer gewählt. Nach dem Rücktritt des sozialdemokratischen Regierungsrates Florian Schlegel 1986 wurde Rohrer als sein Nachfolger gewählt. Zehn Jahre später kandidierte Rohrer zusammen mit Kathrin Hilber als Duo für die Regierungsratswahlen. Mit der Wahl von Hilber 1996 erreichte die SP erstmals eine Zweiervertretung. Kathrin Hilber wurde 1995, also wie Rohrer ein Jahr vor der Wahl in die Regierung, in den Nationalrat gewählt. Bei ihrer Wahl besiegte sie den Freisinnigen Gegenkandidaten Ruedi Giezendanner. Nach dem Rücktritt von Hans Rohrer ging der Sitz wieder an die FDP zurück. Vier Jahre später gewann die SP 2004 mit der Walenstadtnerin Heidi Hanselmann den zweiten Sitz zurück. Hanselmann machte sich als Gesundheitspolitikerin populär. In ihrem Ständeratswahlkampf 2003 erreichte Hanselmann nur 33'566 Stimmen und damit rund die Hälfte der benötigten Stimmen. Bei den Regierungsratswahlen 2004 kandidierte sie im ersten Wahlgang gegen den unpopulären Gesundheitsminister Anton Grüninger, und im zweiten Wahlgang gegen den damaligen CVP-Nationalrat Walter Hess, gegen den sie auch gewann.

### 21. Jahrhundert
Der Rechtsanwalt Paul Rechsteiner präsidierte die SP der Stadt St. Gallen in den frühen 1980er Jahren und verfolgte einen Linkskurs. 1986 wurde er in den Nationalrat gewählt und prägte die Strategie der Linken in der Schweiz. Als Vertreter der Antirassismus- und Antiapartheid-Bewegung war er Initiant verschiedener Projekte und Volksinitiativen und setzte Marksteine in der Aufarbeitung der Vergangenheit, unter anderem mit der Rehabilitierung des Flüchtlingsretters Paul Grüninger. In seiner Zeit im Nationalrat wurde die Grabserin Hildegard Fässler 1997 in den Nationalrat gewählt. Fässler wurde wegen ihres markanten Auftretens in Wirtschafts- und Finanzfragen bekannt und wurde fünf Jahre nach ihrer Wahl 2002 zur Fraktionschefin der SP-Bundeshausfraktion. Ebenfalls leitete sie von 2000 bis 2003 die SP Kanton St. Gallen. Ab 2004 übernahm die Kantonsrätin Claudia Friedl das Präsidiumsamt. In ihrem ersten Amtsjahr als Parteipräsidentin wurde Heidi Hanselmann in die Regierung gewählt, bei den gleichzeitig stattgefundenen Kantonsratswahlen konnte die Sozialdemokratische Fraktion ihre Sitzzahl um vier auf 35 Sitze von 180 erhöhen. Bei den Kantonsratswahlen 2004 und 2008 konnte die Schweizerische Volkspartei weiter zulegen, die SP hingegen musste bei den Wahlen 2008 einen massiven Verlust an Sitzen verzeichnen, bei gleichzeitiger Verkleinerung des Kantonsrates von 180 auf 120 Sitze. Dies führte in der Legislatur zwischen 2008 und 2012 zu einer Schwächung der SP.

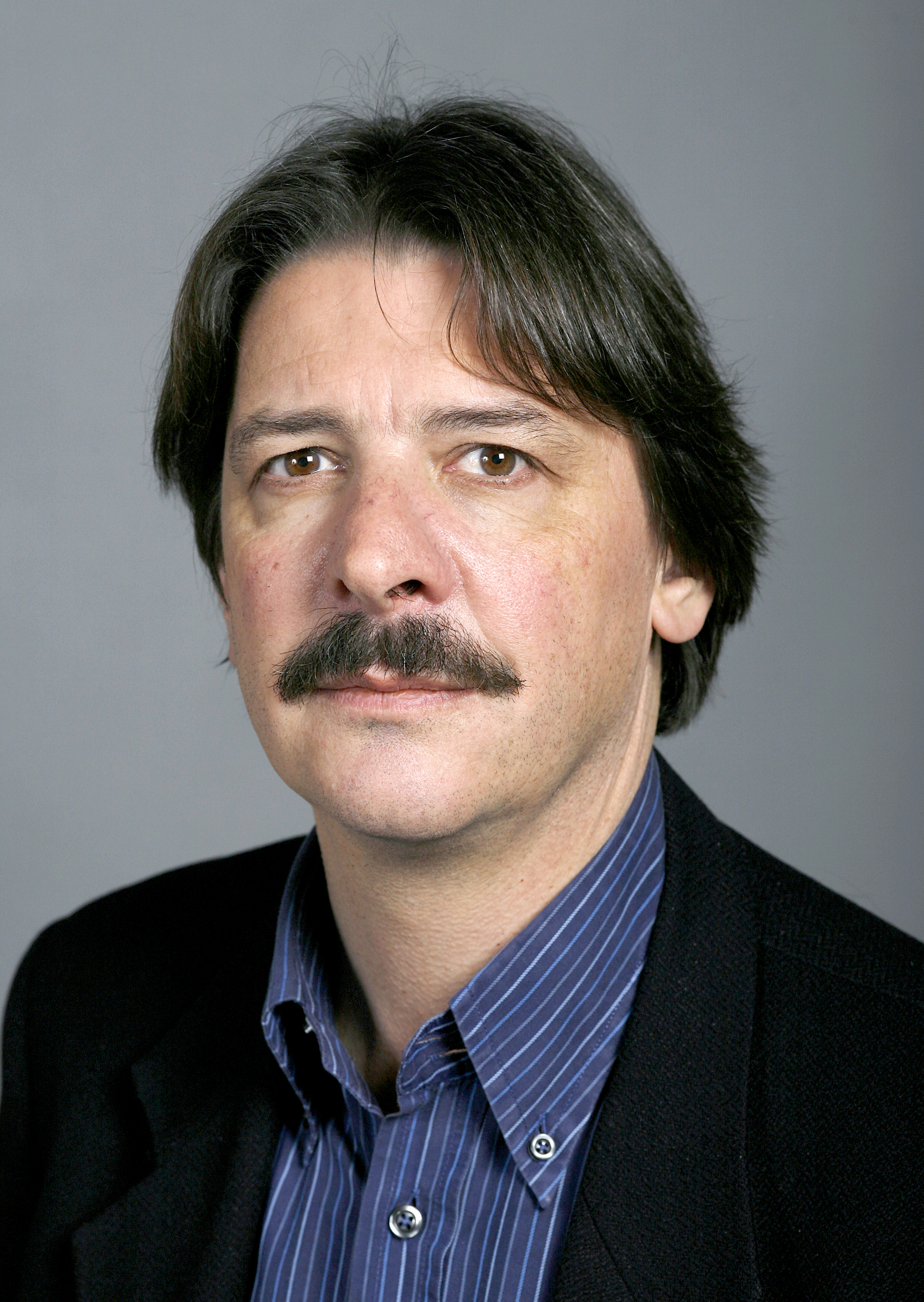
Ständerat Paul Rechsteiner

Bei den National- und Ständeratswahlen 2011 konnte die SP wieder Erfolge verzeichnen. Nachdem die damalige FDP-Ständerätin Erika Forster-Vannini ihren Rücktritt bekannt gab, nominierte die SP den bisherigen Nationalrat Paul Rechsteiner für die Ständeratswahlen. Rechsteiner verzichtete auf die Kandidatur auf der Nationalratsliste, so dass die Sozialdemokraten lediglich mit Hildegard Fässler als bisheriger Nationalrätin antreten konnte. Aussergewöhnlich bei der Kandidierendenauswahl war, dass die SP als Spitzenkandidatin die damalige Präsidentin der Jungsozialisten im Kanton St. Gallen Monika Simmler nominierte. Am Wahltag konnte die SP ihre zwei Sitze im Nationalrat verteidigen. Sie gewann rund zwei Prozentpunkte und konnte nebst Hildegard Fässler auch die damalige Wiler Stadträtin Barbara Gysi in die 49. Legislatur des Nationalrats schicken. Bei den Ständeratswahlen musste Rechsteiner gegen den bisherigen CVP-Ständerat Eugen David, die bisherige Grüne Nationalrätin Yvonne Gilli, die damalige FDP-Regierungsrätin Karin Keller-Sutter sowie den bisherigen SVP-Nationalrat und SVP-Parteipräsidenten Toni Brunner antreten. Im ersten Wahlgang erreichte Keller-Sutter deutlich mehr stimmen als der bisherige CVP-Ständerat Eugen. Paul Rechsteiner hingegen erreichte mit 44'348 Stimmen den vierten Rang. Im zweiten Wahlgang am 27. November 2011 trat Rechsteiner gegen Brunner und den neuen CVP-Kandidaten Michael Hüppi an und gewann knapp mit 54'616 Stimmen die Ständeratswahl. Mit dieser Wahl konnte die SP im Kanton St. Gallen erstmals nach 36 Jahren wieder einen Ständerat stellen.
Bei den Kantonsratswahlen im März 2012 konnte die SP wieder zulegen. In den Medien wurde diese Erfolgswelle als «Rechsteiner-Effekt» bezeichnet. Die SP legte in praktisch allen Regionen zu und konnte ihre Sitzzahl von 16 auf 20 erhöhen. Bei den gleichzeitig stattgefundenen Regierungsratswahlen trat die bisherige SP-Regierungsrätin Kathrin Hilber nicht mehr an. Erst im zweiten Wahlgang konnten die Sozialdemokraten mit Fredy Fässler ihren zweiten Regierungssitz neben Heidi Hanselmann sichern. Nach den erfolgreichen Wahlen gab die bisherige SP-Kantonalpräsidentin Claudia Friedl ihren Rücktritt bekannt. Als Nachfolgerin wurde Monika Simmler gewählt.

## Organisation
Die SP Kanton St. Gallen zählt rund 1550 Mitglieder. Im Kantonsrat ist sie mit 18 Mitgliedern vertreten und organisiert sich zusammen mit den Grünen und der GLP in der SP-GRÜNE-GLP-Fraktion, die von Dario Sulzer präsidiert wird. Parteipräsidentin ist die St. Gallerin Andrea Scheck. Im Vizepräsidium sind Alexandra Akeret, Noam Leiser, Joel Müller und Alexander Hatziisaak. Das Sekretariat wird geführt von den politischen Sekretär:innen Kanyama Kruijthof und Marco Dal Molin.

## Mandatsträger

### Bundesparlament
|  | Rat | Name                    | Wohnort      | Amtsdauer |
|  | --- | ----------------------- | ------------ | --------- |
|  | NR  | Heinrich Scherrer       | St. Gallen   | 1902–1911 |
|  | SR  | Heinrich Scherrer       | St. Gallen   | 1911–1919 |
|  | NR  | Valentin Keel           | St. Gallen   | 1919–1931 |
|  | NR  | Johannes Huber          | Rorschach    | 1919–1947 |
|  | NR  | Jakob Fenk              | Sennwald     | 1925–1947 |
|  | NR  | Emil Hardegger          | St. Gallen   | 1931–1935 |
|  | NR  | Harald Huber            | St. Gallen   | 1947–1971 |
|  | NR  | Mathias Eggenberger     | Uzwil        | 1947–1971 |
|  | NR  | Florian Vetsch          | Buchs SG     | 1963–1969 |
|  | NR  | Florian Schlegel        | St. Gallen   | 1969–1972 |
|  | NR  | Hanna Sahlfeld-Singer   | Altstätten   | 1971–1975 |
|  | SR  | Mathias Eggenberger     | Grabs        | 1971–1975 |
|  | NR  | Walter Ammann           | Lichtensteig | 1976–1991 |
|  | NR  | Hans Rohner             | Buchs SG     | 1985–1986 |
|  | NR  | Paul Rechsteiner        | St. Gallen   | 1986–2012 |
|  | NR  | Elisabeth Caspar-Hutter | St. Gallen   | 1991–1995 |
|  | NR  | Kathrin Hilber          | St. Gallen   | 1995–1996 |
|  | NR  | Fredi Alder             | Rorschach    | 1995–1999 |
|  | NR  | Hildegard Fässler       | Grabs        | 1996–2013 |
|  | NR  | Barbara Gysi            | Wil          | 2012–     |
|  | SR  | Paul Rechsteiner        | St. Gallen   | 2012–2023 |
|  | NR  | Claudia Friedl          | St. Gallen   | 2013–     |